# Замок Шамбор
За́мок Шамбо́р или Шамбо́рский замок (фр. Château de Chambord) — один из замков Луары. Построен по приказу Франциска I, который хотел быть ближе к любимой даме — графине Тури[уточнить], жившей неподалёку.
Строительство велось между 1519 и 1547 годами на изгибе реки Коссон (фр.) — небольшого притока реки Бёврон (фр.), впадающей в Луару, приблизительно в 6 км от левого берега Луары и в 14 км на восток от Блуа во французском департаменте Луар и Шер (номер департамента 41).

## Архитектура
Шамбор — один из самых узнаваемых замков Франции, архитектурный шедевр эпохи Ренессанса. Длина фасада 156 м, ширина 117 м, в замке 426 комнат, 77 лестниц, 282 камина и 800 скульптурно украшенных капителей.
Имя архитектора неизвестно, но исследования доказывают участие в проекте Леонардо да Винчи, бывшего в то время архитектором при дворе короля Франциска I, но умершего за несколько месяцев до начала строительства, а также участие Доменико да Кортона, прозванного Боккадор.
План замка нарисован вокруг центрального объекта, названного «донжоном», потому что, хоть он и не предназначался никогда для отражения атак, но построен по образцу укреплённых замков Средневековья. Внутри донжона находятся 5 жилых этажей. На каждом этаже по 4 квадратных и 4 круглых помещения; четыре коридора между помещениями, как будто с четырёх сторон света, ведут к двойной лестнице в центре. Король Франциск I впоследствии расширил замок и квартировал в более просторных помещениях восточного крыла. В западном крыле была построена часовня, законченная Жаном ле Гумбль (фр. Jean le Humble). Подобное расположение часовни и королевских покоев было необычным для того времени: поместив себя в направлении Иерусалима, король хотел показать себя правителем духовной власти в своём королевстве.
Поговаривали, что Франциск I со своим другом Жаном ле Гумблем хотели даже изменить русло течения Луары, чтобы она текла прямо перед замком, но отказались от такой идеи.
Двойная, двухзаходная винтовая лестница в самом центре замка более чем хорошо передаёт творческий стиль Леонардо да Винчи. Двухзаходная — из двух лестниц спиралью, поворачивающихся в одном и том же направлении, но ни разу не пересекающихся, так чтобы спускавшиеся могли избежать встречи с теми, кто поднимался им навстречу, и наоборот. По этой монументальной лестнице с резным орнаментом можно подняться на большую террасу, также задуманную Леонардо, полюбоваться на дымоходы и капители крыши и обойти донжон по периметру. Над лестницей возвышается маяковая башенка, видная и внутри здания с нижних этажей. Она возвышается над всеми каминными трубами, достигая высоты 32 м; на самом верху не привычный крест, а королевская лилия.
Второй этаж также примечателен своими сводами, украшенными эмблемой короля (монограмма F, увенчанная короной, и саламандра) в сопровождении шнура в узелках — эмблемы его матери, Луизы Савойской. Некоторые монограммы лестницы на уровне террас выполнены вверх ногами, — «чтобы Бог с высоты неба видел королевскую мощь»!

Королевский замок Шамбор

## История строительства
Строительство началось в 1519 году и стало одной из самых крупных строек Возрождения. Рассказывают, что на стройке было занято до 1700—1800 рабочих. Потребовалось около 220 000 тонн камня. Жизнь на стройке была не из лёгких, тем более, что замок строился на болотистом месте, много рабочих умерли от болотной лихорадки. Плотники загоняли дубовые сваи фундамента на глубину до 12 метров. Во время профилактических раскопок в 2007 году было обнаружено, что юго-западная башня опирается на скалу известкового происхождения, что сохранились следы круглой постройки из песчаника — возможно остатков башни средневекового замка, существовавшего до строительства настоящего замка.
На телегах с пристани в Сен-Дье (фр.) привозились строительные материалы и особенно каменные блоки из белого песчаника — камня белого цвета, рыхлого и хрупкого. Каменотесы, не в пример другим рабочим, не имели фиксированной зарплаты, им платили сдельно, как и положено за работу сдельщика. Поэтому на каждом обработанном камне они вырезали свой особый неприметный знак. Такая подпись позволяла казначею оценивать и оплачивать работу; знаки до сих пор видны на некоторых каменных блоках, ещё не пострадавших от граффити после открытия замка публике.

## История владельцев замка

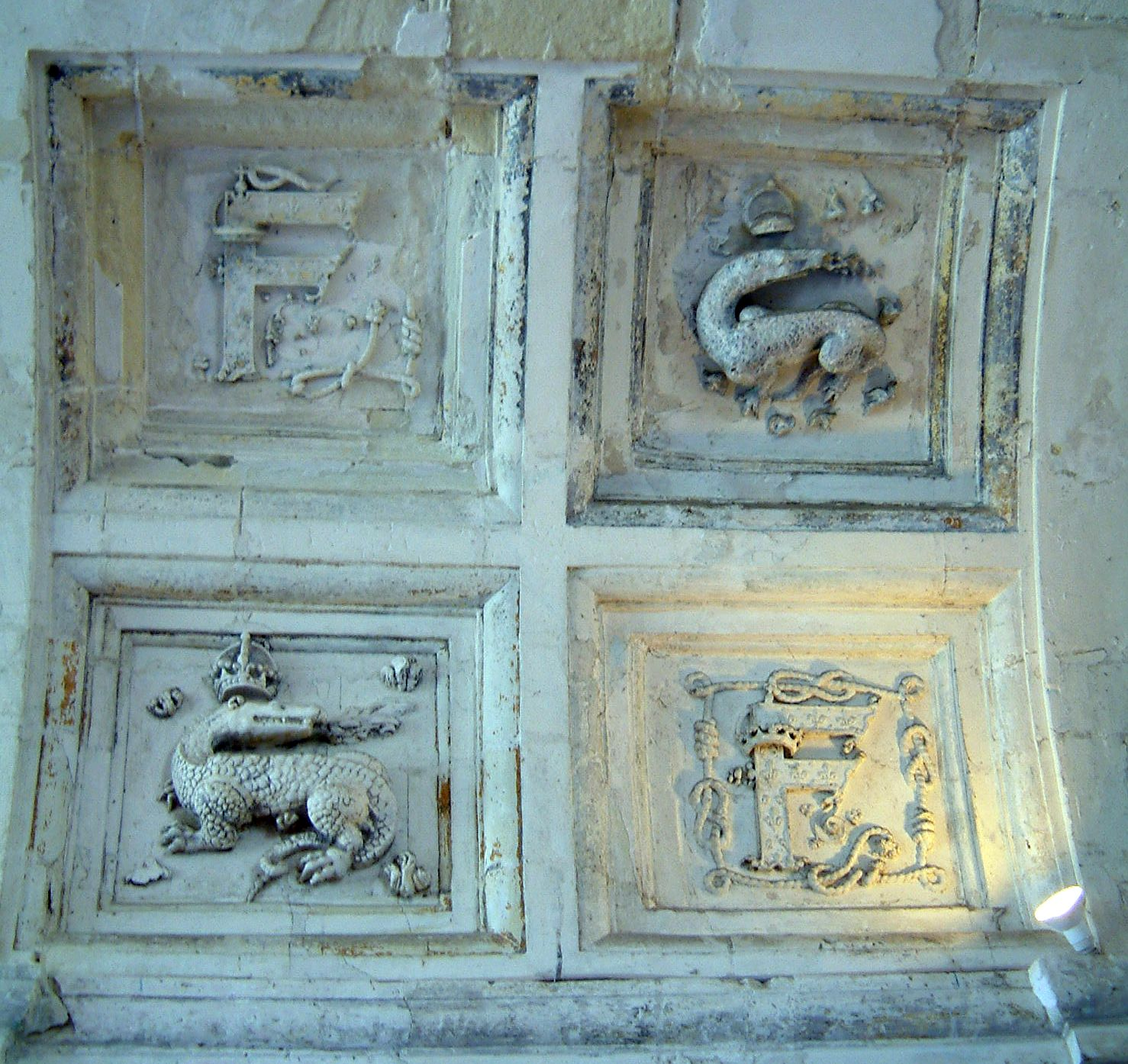
Саламандра, эмблема короля Франциска I

В 1392 году семья герцогов Орлеанских покупает у графа Блуа большое лесистое поместье Шамбор. Когда герцог Орлеанский становится в 1498 году королём Франции под именем Людовика XII, Шамбор соответственно превращается в королевскую собственность.
В 1516 году Франциск I возвращается из Италии вместе с Леонардо да Винчи и желанием осуществить нечто большое в стиле итальянской ренессансной архитектуры той поры. В 1519 году он выбирает Шамбор для строительства охотничьего замка на месте бывшего крепостного замка. Начиная с 1526 года, 1800 рабочих задействовано на строительстве нового замка, завершённого после многочисленных пристроек в 1547 году, уже после смерти короля. Франциск I проводит, в конечном счёте, довольно мало времени в Шамборе — всего несколько раз поохотиться и продемонстрировать своё богатство и величие сопернику испанцу Карлу V.
После смерти Франциска I последующие французские короли не особо интересуются заброшенным замком. В 1639 году Людовик XIII дарит его своему брату Гастону Орлеанскому.
Людовик XIV в 1684 году распоряжается о новых внутренних перестройках замка, о новой крыше для часовни, о том, чтобы соединить четыре жилых покоя северного вестибюля второго этажа в анфиладу комнат для короля, типа королевских апартаментов в Версальском дворце. 14 октября 1670 года Мольер с театральной труппой из Парижа, приглашенной Людовиком XIV, дает в замке самое первое представление пьесы «Мещанин во дворянстве».
С 1725 по 1733 годы замок был занят Станиславом Лещинским — свергнутым польским королём и тестем Людовика XV. В 1748 году замок был пожалован главному маршалу Франции Морицу Саксонскому. Так он прожил до своей смерти в 1750 году, занимаясь обучением войск и составляя различные политические проекты.

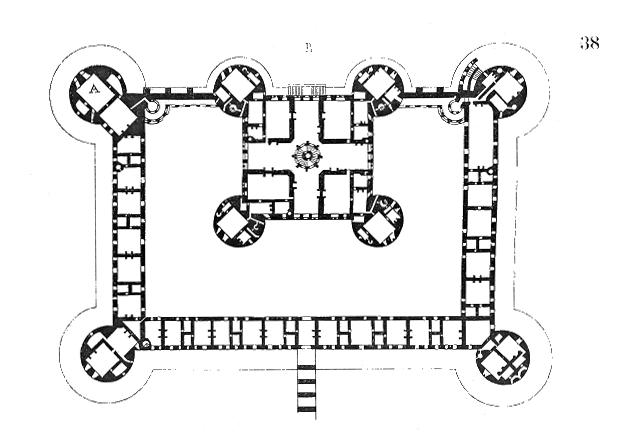
План замка Шамбор

В 1792 году революционное правительство распродаёт мебель. Наполеон Бонапарт отдаёт замок маршалу Бертье. В 1821 году поместье будет выкуплено у его вдовы благодаря национальной подписке и передано юному Анри д’Артуа, герцогу Бордосскому, родившемуся за год до этого. После революции 1830 года, уже в ссылке, герцог возьмёт себе титул графа Шамборского. Ещё до этого Карл X недолго проживал в замке, слегка его подремонтировав. Во время франко-прусской войны замок служит как полевой госпиталь. Граф Шамборский в 1871 г. обратится к французам из Шамбора с манифестом, призывающим к восстановлению монархии и белого флага. С 1883 года замок принадлежит герцогам Пармским: герцог Роберт Пармский наследует замок от графа Шамборского, своего дяди по материнской линии.
Выкупленный в 1930 году у Элии Бурбон-Пармского за 11 миллионов франков золотом, Шамбор становится собственностью французского государства и управляется при посредничестве «Ассоциации друзей Шамбора». В 1945 году из-за пожара частично уничтожена кровля юго-восточного донжона. В 1947 году начинается большая работа по превращению замка в важнейший туристический объект, предлагающий с 1952 года также светозвуковые вечерние представления.
С 1981 года внесён в список всемирного достояния ЮНЕСКО под номером 933.
С 2005 года замок имеет статус государственного общественно-коммерческого предприятия.
В 2007 году 17 300 скаутов в течение трёх дней праздновали в парке замка столетие создания скаутской организации лордом Баден Пауэллом. На втором этаже замка ныне располагается отделение Музея охоты и природы.

## Парк
Опоясанная самой длинной стеной во Франции протяженностью 32 км (длина парижской кольцевой дороги «периферик»), территория в 5 441 гектар, из них 1000 га открыты для публики, — это самый большой огороженный парк лесного типа в Европе. Символы парка — олень и кабан, здесь обитает более 100 видов птиц.